# Івник
Івник (біл. вёска Іўнік) — село в складі Червенського району Мінської області, Білорусь. Село підпорядковане Руднянській сільській раді, розташоване в центральній частині області.